# Stadier
 (décembre 2008).
Si vous disposez d'ouvrages ou d'articles de référence ou si vous connaissez des sites web de qualité traitant du thème abordé ici, merci de compléter l'article en donnant les références utiles à sa vérifiabilité et en les liant à la section « Notes et références ».

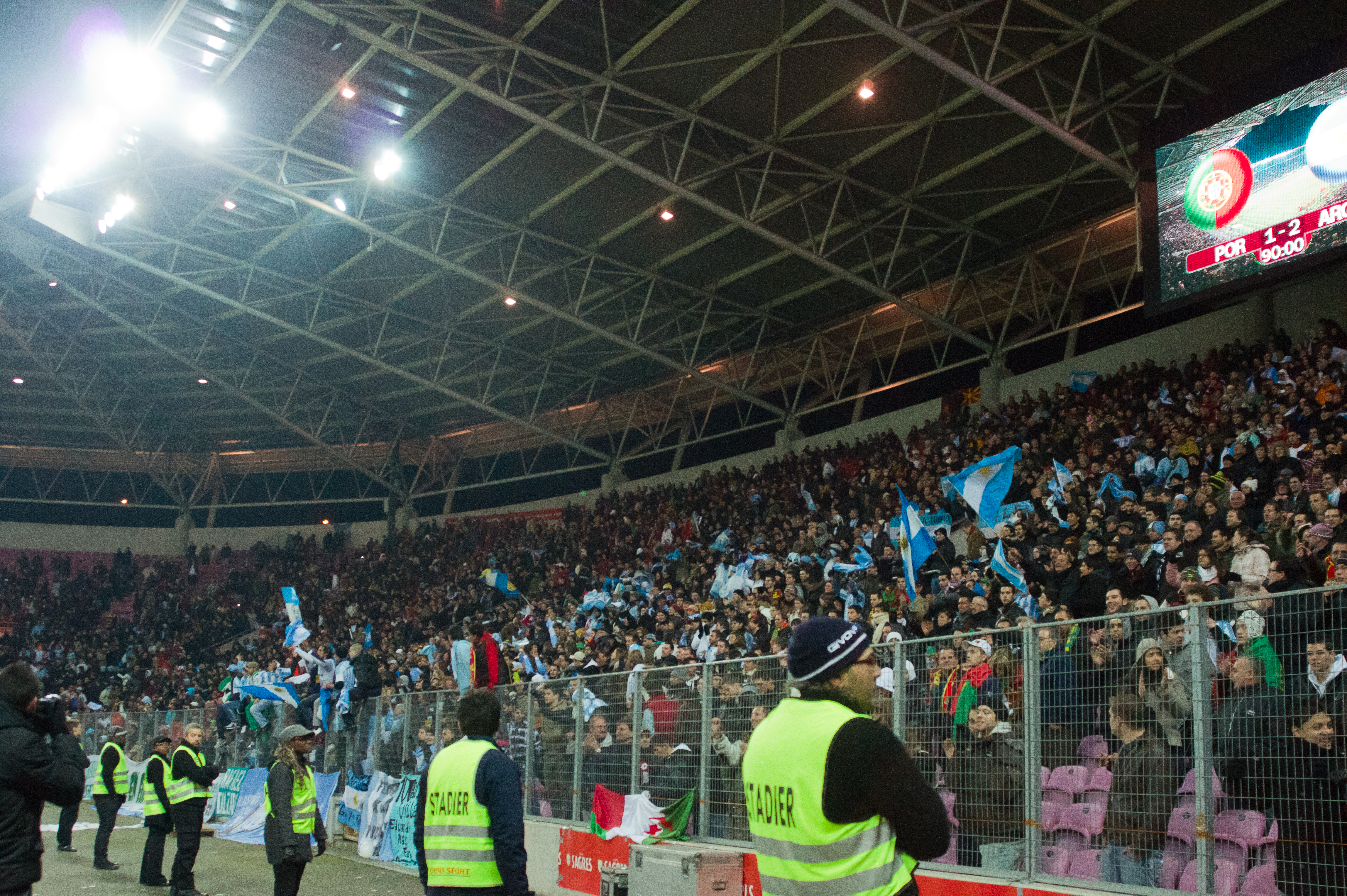
Stadiers au Stade de Genève.

Les stadiers aident les organisateurs de matches ou la direction du stade à faire appliquer le règlement du stade et assurer la sécurité des spectateurs. Leurs fonctions sont distinctes de celles de la police, tout en les complétant.
L’activité est apparue dans les stades à la fin des années 1990 sous l’impulsion des propositions du Conseil de l'Europe. Leurs principales missions sont d’inspecter le stade avant, pendant et après le match, d’accueillir, de contrôler, de placer, de renseigner et d’assurer la sécurité des spectateurs dans le stade. Le stadier s’assure que l’entrée et la sortie des spectateurs puissent s’effectuer en toute sécurité. Il répond également aux réclamations, remédie aux incidents et aux urgences et assiste la police et les services d’urgence en fonction de leurs besoins.
Ils sont en général vêtus de manière à être reconnaissables par les spectateurs, la police et les autres services. L’assistance stadiaire s’est généralisée dans plusieurs pays européens. Générant un sentiment de sécurité parmi les spectateurs, elle permet aux organisateurs des matches de répondre à de nombreuses attentes du public. L’intervention des policiers peut ainsi être réservée à des actes criminels graves. 